# زندگی شگفت‌انگیز (فیلم ۱۹۹۸)
زندگی شگفت‌انگیز (به انگلیسی و ژاپنی: ワンダフルライフ, Wandafuru Raifu) یک فیلم ژاپنی به کارگردانی و نویسندگی هیروکازو کورئیدا با بازی آراتا ایورا، اریکا اودا و سوسومو تراجیما محصول سال ۱۹۹۸ است. این فیلم در ۱۱ سپتامبر ۱۹۹۸ در جشنواره بین‌المللی فیلم تورنتو ۱۹۹۸ به نمایش درآمد و در بیش از ۳۰ کشور توزیع شد.
این فیلم همچنین در جشنواره بین‌المللی فیلم سن‌سباستین در سال ۱۹۹۸ به نمایش درآمد؛ جایی که برنده جایزه فدراسیون بین‌المللی منتقدان فیلم شد. این فیلم در سراسر جهان هفت جایزه و هشت نامزدی دریافت کرد.